# Sacrifice (Arrow)
Sacrifice es el vigésimo tercer episodio y final de la primera temporada de la serie estadounidense de drama y ciencia ficción, Arrow. El episodio fue escrito por Marc Guggenheim y Andrew Kreisberg, basados en la historia de Greg Berlanti; dirigido por David Barnett y fue estrenado el 15 de mayo de 2013 en Estados Unidos por la cadena CW. En Latinoamérica, Warner Channel estrenó el episodio el 3 de junio de 2013.
Oliver y Diggle deben detener al Arquero Oscuro de desatar su venganza contra Los Glades, pero se enfrentan a un pequeño problema cuando el Detective Lance detiene a Felicity para interrogarla. La relación entre Oliver y Tommy toma un mal giro cuando el primero confiesa sus sentimientos hacia Laurel y cuando Thea escucha del peligro en Los Glades se apresura en encontrar a Roy, poniéndose en la línea de fuego del siniestro plan de Malcolm. Mientras tanto, en la isla, Oliver, Slade y Shado están enfrascados en una lucha a vida o muerte contra Fyers por detener un misil que derribará un avión de una línea comercial.

## Argumento
Malcolm mantiene cautivo a Oliver y este lo cuestiona sobre sus motivos para destruir los Glades. Malcolm le confiesa que tiene motivos mucho más fuertes que los que tiene él y esa es la razón por lo que lo venció en dos ocasiones y lo seguirá haciendo, ya que asegura que Oliver no sabe por qué está peleando, Malcolm deja el lugar y Oliver logra liberarse y se enfrenta a los hombres de Merlyn, finalmente, Diggle llega para apoyarlo. Diggle y Oliver se ponen en contacto con Felicity para tratar de localizar el dispositivo de Malcolm, pero el detective Lance intercepta a la chica y la lleva a la comandancia por su relación con el Vigilante.
Ahí, Felicity le dice al detective lo que piensa sobre el Vigilante y le comenta acerca del dispositivo que podría destruir los Glades. El detective deja ir a Felicity y le informa la situación a Frank Pike, su jefe, quien lo suspende del servicio por colaborar con el Vigilante. Por otra parte, Oliver le pide a Moira hacer algo para evitar que personas inocentes pierdan la vida. Mientras tanto, en un flashback a los acontecimientos de la isla, tras la muerte de Yao Fei, Oliver logra liberarse y hace lo mismo con Shado y Slade. Los tres luchan por detener los planes de Fyers. Tras una fuerte lucha, Oliver logra desviar los misiles de su blanco original y destruye el campamento pero Fyers toma prisionera a Shado y le da a Oliver la opción de salir de la isla, sin embargo, Oliver lo asesina disparándole una flecha en el cuello, salvando a Shado.
Devuelta al presente, Tommy llega al Verdant para enfrentar a Oliver sobre su reconciliación con Laurel. Oliver le cuenta a su amigo la verdad sobre Malcolm pero Tommy se niega a creerlo. Más tarde, Oliver contacta al detective Lance para trabajar juntos para localizar y desactivar el dispositivo de Malcolm, después de que descubren el símbolo de "El Proyecto" es el mapa de los Glades y creen que el dispositivo se encuentra debajo de la clínica de Rebecca Merlyn. Mientras tanto, Moira convoca a una rueda de prensa en donde alerta a los ciudadanos de los Glades sobre el peligro en el que se encuentran y asume su implicación en el plan de Malcolm. Al terminar su declaración ante los medios, Moira es detenida y Thea se dirige a los Glades para ayudar a Roy a salir de ahí.
Tommy llega a la oficina de su padre y le comenta lo que Oliver le dijo, Malcolm acepta todo y le cuenta que su principal motivo es vengar la muerte de su esposa y le revela que él es el Arquero Oscuro. Sorprendido por las declaraciones de su padre, Tommy le pide que se entregue pero Malcolm se niega, entonces, un equipo de la policía irrumpe en el lugar para arrestarlo. Malcolm se resiste y en su lugar asesina a todos los agentes y noquea a Tommy. Mientras tanto, Felicity guía vía telefónica al detective Lance para encontrar el dispositivo. Laurel y Oliver tienen una conversación en la que él acepta que ella siempre tuvo razón acerca de él y le pide que se mantenga alejada de los Glades.
Oliver y Diggle llegan a Merlyn Global para detener a Malcolm y se encuentran con Tommy inconsciente. Cuando vuelve en sí, Tommy le pide a Oliver que detenga a Malcolm, Oliver le dice que lo hará y le pide que se ponga a salvo. El detective Lance llega hasta el dispositivo y Felicity comienza a darle instrucciones para desactivarlo pero el dispositivo tiene un mecanismo que se activa y adelanta el proceso mientras que Oliver y Diggle se enfrascan en una pelea con Malcolm en la que Diggle resulta herido y el Arquero Oscuro logra escapar y el Vigilante va tras él. El detective Lance llama a Laurel para pedirle que se aleje de la zona de peligro y para despedirse. Oliver y Malcolm se enfrentan nuevamente al tiempo que el detective intenta nuevamente desactivar el dispositivo. Los dos arqueros continúan la lucha en la que Oliver atraviesa el pecho de Malcolm con una flecha, dejándolo malherido. El detective logra desactivar el dispositivo y Felicity se lo informa a Oliver, al tiempo que éste le cuenta a Malcolm que ha frustrado su plan, sin embargo éste le advierte que existe otro dispositivo, que se activa casi al instante y Malcolm aparentemente muere.
La destrucción de los Glades comienza y Thea logra localizar a Roy, quien prefiere quedarse a ayudar a las personas a salir del lugar. Mientras Laurel queda atrapada cuando el edificio comienza a colapsar. Tommy llega al lugar y logra ayudarla a salir pero quedando atrapado en su lugar. Laurel logra salir y se rehúne con Joanna y el detective Lance, dándose cuenta de que Tommy ha quedado atrapado. Oliver llega y se encuentra con Tommy, que ha sido atravesado por una varilla y está muriendo. Al ver a Oliver, Tommy le pregunta si asesinó a su padre y él le responde que no, mintiéndole para que pudiera morir en paz. Mientras tanto, la destrucción en los Glades se hace evidente.

## Elenco
- Stephen Amell como Oliver Queen.
- Katie Cassidy como Dinah Laurel Lance.
- Colin Donnell como Tommy Merlyn.
- David Ramsey como John Diggle.
- Willa Holland como Thea Queen.
- Susanna Thompson como Moira Queen.
- Paul Blackthorne como el detective Quentin Lance.

## Continuidad
- Este episodio es el final de la primera temporada de la serie.
- Joanna De La Vega fue vista anteriormente en Burned.
- Frank Pike fue visto anteriormente en Dead to Rights.
- El segundo nombre de Moira resulta ser Dearden, igual que el segundo nombre Thea.

- Dearden es el apellido de la segunda "Speedy", Mia Dearden; siendo Roy Harper el primero.

- En este episodio, Felicity Smoak conoce al Detective Lance.

- Más tarde, ambos trabajan en conjunto para desactivar el dispositivo de Malcolm.
- Después de este encuentro, Felicity ha interactuado con cada uno de los personajes principales.

- Moira es arrestada por su complicidad en los planes de Malcolm.
- Este episodio muestra la muerte de Edward Fyers y Alex Durand mediante un flashback.
- Tommy y Malcolm Merlyn mueren en este episodio.
- Al final del episodio, se desconoce el estado de Thea, Roy y Felicity.
- Este es el último episodio en el que Emily Bett Rickards (Felicity Smoak), Colton Haynes (Roy Harper) y Manu Bennett (Slade Wilson) son acreditados como invitados.

- A partir de la segunda temporada, los tres actores serán acreditados como parte del elenco principal de la serie.

## Desarrollo

### Producción
La producción de este episodio comenzó el 28 de marzo y terminó el 8 de abril de 2012.

### Filmación
El episodio fue filmado del 9 al 18 de abril de 2013.

## Recepción

### Recepción de la crítica
Jesse Schedeen de IGN calificó al episodio como sorprendente, dándole una puntuación de 9.5, comentando: "Bueno, esa es la manera de hacer un final de temporada. He disfrutado bastante de esta primera temporada, pero nunca había conseguido hacerme sentir todo lo que sentí esta noche. Está claro que no escatimaron en gastos para poner un final justo". Acerca del guion y las actuaciones, opinó: "El tema de sacrificio era evidente en casi todas las escenas. En su mayor parte, pensé que muchas de estas escenas cruciales funcionaban bien. La única que no me convenció tanto fue la escena romántica entre Ollie y Laurel, llegó a ser bastante cursi. Pero Katie Cassidy estuvo mejor en la escena de la llamada con su padre. La batalla final entre Ollie y Malcolm también resultó satisfactoria. Honestamente estaba bastante contento con el episodio, pero no estaba preparado para lo mejor de la temporada 1 en el segmento final. Esa última escena entre Ollie y Tommy hizo un mundo de diferencia. Mi mayor preocupación con este final era cómo los escritores se ocuparían de Tommy. Me da gusto que le hayan dado este momento heroico, pero ¿era realmente necesario matar a Tommy? Probablemente no, y parte de mí siempre se preguntará lo que podrían haber hecho con el personaje en futuras temporadas. Pero, por otra parte, Stephen Amell y Colin Donnell entregaron excelentes actuaciones en lo que es probablemente es mi escena favorita de toda la temporada". También señala algunos puntos negativos como: "Faltó mostrarnos qué sucede después de la batalla. No sabemos cuánto daño se hizo en los Glades. No sabemos si Felicity se enfrentará a más problemas legales o si el Detective Lance todavía tiene trabajo. No sabemos qué será de Moira. Hay mucho que no vemos, pero en realidad, ¿había una mejor forma de cerrar su temporada con el episodio más fuerte y emocional hasta ahora gracias a la muerte de Tommy? Probablemente no".
Carissa Pavlica de TV Fanatic le dio cinco estrellas y comentó: "Hubo muchas ideas diferentes acerca de lo que traería el final de temporada de Arrow. Sin embargo, Sacrifice echó por la borda la mayoría de las predicciones sobre lo que esperábamos para la temporada 2, y les pateó sus respectivos traseros. Para los muchos tropiezos que sufrió la primera temporada de Arrow, ya encontró su equilibrio en los episodios anteriores y entregó uno de los mejores episodios finales de primer año que se me ocurre en los últimos años. Fue simplemente fenomenal".
Christopher Monigle de Starpulse criticó positivamente el episodio, declarando: "Sacrifice tenía un poco del elemento Sheakespeare en él. La tragedia se deriva del personaje que a continuación crea catástrofe. El odio de Tommy hacia Oliver le cegó a la advertencia sobre su padre. El odio de Malcolm para The Glades creó catástrofe. Los pecados de Robert Queen cambiaron para siempre a Oliver y lo hicieron redefinir su vida. Malcolm le dice a Oliver que va a perder porque él no sabe por lo que ha estado luchando, y no sabe lo que vale la pena sacrificar en su lucha", y añade: "La primera temporada de Arrow es como una película taquillera de verano. El final de temporada de Arrow es el acto final explosivo en una película. El malo de la película parece imparable. El malvado plan está en su lugar. La gente huye de la ciudad. La fealdad interior del villano sale en todos aquellos que desea destruir. El momento triunfal de Oliver sobre Malcolm, en el que lo mata y escucha cómo Felicity da las buenas noticias sobre que el Detective Lance desactiva el dispositivo de terremoto es momentáneo cuando Malcolm revela que él plantó un segundo dispositivo. El segundo es mortal. Edificios bajan y un personaje conoce su final. La muerte de Tommy es algo sorprendente para mí ya que me parecía que había de suceder a su padre como villano. Tendía a comparar a Spider-Man y Arrow involuntariamente; así, al menos, vi un paralelismo entre Peter/Harry y Oliver/Tommy", y concluye diciendo: "Los flashbacks fueron consistentemente fuertes. Las adiciones de Slade y Shado fueron maravillosas. Celina Jade es mi adición favorita de la temporada, superando por poco a Emily Bett Rickards. El final de temporada es increíblemente espectacular. Arrow simplemente fue asombrosa".
Alisdair Wilkins de A.V. Club le da una A al episodio y comenta: "Sacrifice es todo lo que la primera temporada de Arrow jamás podría aspirar a ser. Está tontamente llena de ridículas pistas de música, momentos conmovedores, personajes y monólogos que oscilan entre cursi y profundo, a veces en el espacio de una sola frase. Saca a relucir sus elementos de telenovela y se niega a pedir disculpas por ello", profundizando sobre el tema, diciendo: "en el ensamblaje de la historia, cada personaje tiene su propio momento pues el caos y la carnicería que se desarrolla alrededor de ellos significa algo específico para cada persona. Algunos de estos ritmos son relativamente comprimidos; Felicity tiene algunos grandes momentos pues su reacción ante la destrucción de Los Glades, nos recuerda el costo humano de El Proyecto sin poner en peligro la valentía esencial del personaje, y la actuación de Rickards da todas esas notas en unos 10 segundos". Además habla sobre las actuaciones de John Barrowman y Colin Donnell, señalando: "Barrowman sale con una nota alta, ya que tanto la escritura y su actuación siguen justo del lado correcto de la línea entre un tipo de alma torturada creíble y el más grande super villano. Tommy parecía ser, si no un punto débil, por lo menos un elemento superfluo, y de hecho se llevó por lo menos media temporada para resolver qué hacer con él, y Donnell ha sido impresionante en los últimos episodios, con todo ese enojo siendo palpable. Oliver puede ser el héroe, pero Tommy muere siendo un mejor hombre, y la presencia de Donnell será echada de menos en el futuro", y concluye: "Es un lugar brutalmente oscuro para terminar la temporada, pero después de un episodio tan ferozmente entretenido como este, el futuro de Arrow nunca ha parecido tan brillante como ahora".

### Recepción del público
El episodio fue visto por 2.77 millones de espectadores, recibiendo 0.9 millones entre los espectadores entre 18-49 años, colocándose como el tercer episodio menos visto a lo largo de la temporada.